# 향일고등학교
향일고등학교(鄕一高等學校)는 대한민국 경기도 화성시 향남읍 행정리에 있는 공립 고등학교이다.

## 학교 연혁
- 2012년 1월 1일 : 향일고 설립 조례 공포
- 2012년 3월 1일 : 초대 김학곤 교장 취임
- 2012년 3월 1일 : 향일고 개교
- 2012년 3월 2일 : 제1회 입학 218명(남 121명, 여 97명)
- 2015년 2월 12일 : 제1회 졸업 182명(남 100명, 여 82명)
- 2024년 1월 4일 : 제10회 졸업 239명(남 130명, 여 109명)
- 2024년 3월 1일 : 제5대 최춘락 교장 취임
- 2024년 3월 4일 : 제13회 입학 289명(남 145명, 여 144명)

## 참고 자료
- 향일고등학교 - 한국교육학술정보원 학교알리미